# Blot en drengestreg (kortfilm)
Blot en drengestreg er en kortfilm fra 1998 instrueret og med manuskript af John Goodwin.

## Handling
En filmatisering af Villy Sørensens makabre novelle Blot en drengestreg, hvor to små brødre leger doktor. De møder deres legekammerat, der har slået benet, og for at forhindre blodforgiftning beslutter de at behandle ham.